# Judd Nelson
Judd Nelson, född 28 november 1959 i Portland, Maine, är en amerikansk skådespelare.

## Filmografi (urval)
- 1983 – Outsiders
- 1985 – Breakfast Club
- 1985 – St. Elmo's Fire
- 1986 – Blue City – Staden bortom lagen
- 1986 – Par i brott (TV-serie) (1 avsnitt)
- 1986 – The Transformers: The Movie (röstroll)
- 1991 – New Jack City
- 1992 – Röster från andra sidan graven (TV-serie) (1 avsnitt)
- 1994 – Airheads
- 1996–1999 – Kära Susan (TV-serie) (71 avsnitt)
- 2001 – Jay and Silent Bob Strike Back
- 2006 – CSI: Crime Scene Investigation (TV-serie) (1 avsnitt)
- 2007 – CSI: New York (TV-serie) (1 avsnitt)
- 2007 – Family Guy (TV-serie) (röstroll, 1 avsnitt)
- 2007 – Las Vegas (TV-serie) (1 avsnitt)
- 2010 – 2 1/2 män (TV-serie) (2 avsnitt)
- 2010 – Psych (TV-serie) (1 avsnitt)
- 2013 – Nikita (TV-serie) (2 avsnitt)
- 2015 – Empire (TV-serie) (5 avsnitt)